# Arild Andersen
Arild Andersen (ur. 27 października 1945) – norweski muzyk jazzowy, kompozytor i kontrabasista.
Działalność artystyczną rozpoczął od współpracy z Janem Garbarkiem, występując z nim w latach 1967–1973. Andersen współpracował ponadto z takimi muzykami jak: Karin Krog, Marilyn Mazur, Phil Woods, Dexter Gordon, Hampton Hawes, Johnny Griffin, Sonny Rollins, Chick Corea oraz Tomasz Stańko, Apostolis Anthimos, Janusz Skowron, Krzysztof Dziedzic i Tomasz Szukalski.

## Wybrana dyskografia
- 1982 A Molde Concert (Arild Andersen, John Taylor, Bill Frisell, Alphonse Mouzon) ECM
- 1984 Charlie Mariano: Tea for Four Leo Records (nagr. 1980)
- 1992 Tomasz Stańko: Bluish Power Bros (nagr. 1991)

## Nagrody i wyróżnienia

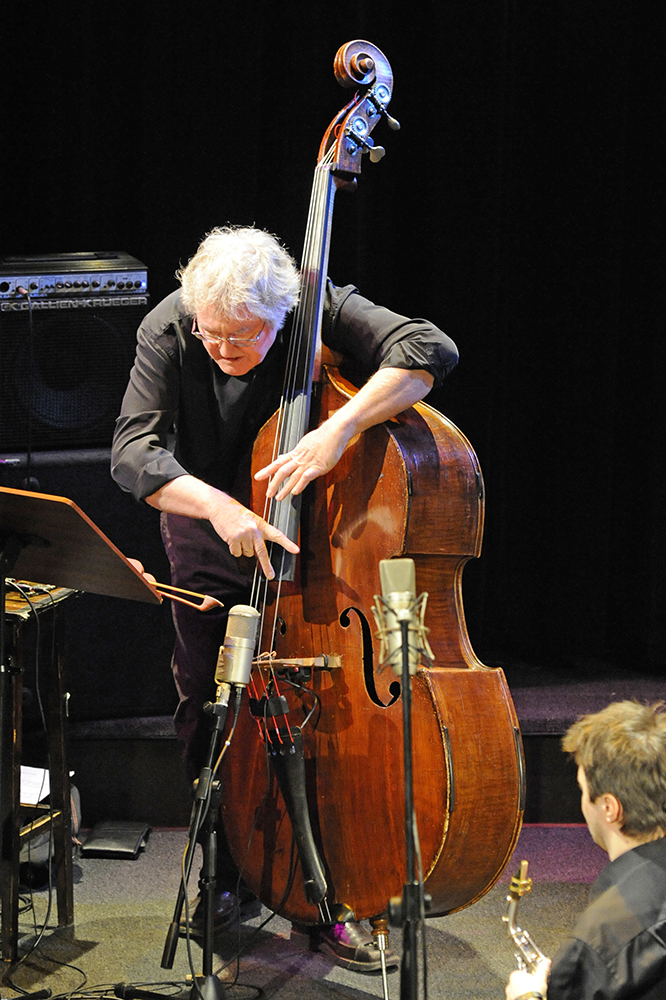
Studio Polskiego Radia w styczniu 2011 - Projekt Nor Pol Bridge.

| Rok  | Kategoria   | Tytułem     | Nagroda          | Nota      | Źródło |
| ---- | ----------- | ----------- | ---------------- | --------- | ------ |
| 1997 | Åppen klase | Hyperborean | Spellemannprisen | Nominacja | [ 3 ]  |
| 2005 | Jazz        | Electra     | Spellemannprisen | Nominacja | [ 3 ]  |